# Nazaré, Praia de Pescadores
Nazaré, Praia de Pescadores (1929), é um filme português de José Leitão de Barros, documentário encenado de curta metragem, com os habitantes da Nazaré (Portugal). Contém implicitamente a ideia de antropologia visual na sua abordagem humana mas tem muito de retrato turístico.
Da obra resta apenas cerca de um terço da sua metragem original. É provavelmente a primeira docuficção do cinema português antes de Ala-Arriba! (filme)
O filme estreou em Lisboa no cinema São Luiz, a 23 de Janeiro de 1929

## Ficha técnica
- Produtor: Artur Costa de Macedo
- Argumento: José Leitão de Barros
- Realizador: Leitão de Barros
- Assistente de realização: António Lopes Ribeiro
- Fotografia: Artur Costa de Macedo
- Rodagem: 1927
- Montagem: Leitão de Barros
- Género: documentário etnográfico
- Formato: 35 mm, p/b
- Laboratório de imagem: Raul Lopes Freire
- Duração: original incompleto
- Distribuidor: Raul Lopes Freire
- Estreia: cinema São Luiz (Lisboa) - 23 de Janeiro de 1929

## Sinopse
O filme ilustra a vida e hábitos dos nazarenos, os pescadores da praia da Nazaré, que se distinguem pela sua indumentária e hábitos tradicionais. O mar e o seu duro modo de vida são os temas centrais. Mostra ainda suas práticas artesanais, barcos a remos e redes de pesca, adaptadas às condições naturais de um lugar em que a vida não é fácil.

## Enquadramento histórico
O primeiro grande filme documentário da história do cinema  (1922) é Nanook, o Esquimó (Nanouk of the North), de Robert Flaherty. Nazaré, Praia de Pescadores (1929) é praticamente uma obra contemporânea das primeiras realizações de Flaherty, tendo sido com Moana : A Romance of the Golden Age um dos primeiros filmes de temática marítima. De resto, tanto Moana como Nazaré, Praia de Pescadores focam o tema antropológico como matéria exótica. A diferença etnográfica e o exotismo das vivências humanas expostas na tela são de resto os motivos que mais caracterizam estes filmes: é isso que determina o interesse deles no seu tempo. A originalidade de Leitão de Barros e a de Flaherty nessa abordagem é aquilo que os torna pioneiros de um determinado género de cinema, em particular a etnoficção.